# Statua del giovane Mao Zedong
La statua del giovane Mao Zedong (in cinese semplificato: 毛泽东青年艺术雕塑 - Máozédōng qīngnián yìshù diāosù) è un monumento di Mao Zedong all'età di 33 anni, futuro fondatore della Repubblica Popolare Cinese, ubicato nella città di Changsha (长沙市) nella provincia dello Hunan (湖南省) nella Cina meridionale; per la precisione, in un'isola sul fiume Xiang.
I lavori hanno avuto inizio nel 2007 e il 20 dicembre 2009 la statua venne inaugurata. È alta 32 metri, lunga 83 metri, larga 41 metri, mentre pesa 2000 tonnellate ed è di granito.